# وارن زائير إيمري
وارن زائير إيمري (مواليد 8 مارس 2006) هو لاعب كرة قدم فرنسي يلعب في مركز خط الوسط في نادي باريس سان جيرمان.

## روابط خارجية
- وارن زائير إيمري على موقع الاتحاد الأوربي (الإنجليزية)
- وارن زائير إيمري على موقع إي إس بي إن إف سي (الإنجليزية)
- وارن زائير إيمري على موقع قاعدة بيانات كرة القدم.إي يو (الإنجليزية)
- وارن زائير إيمري على موقع بيانات كرة القدم. دي إي (الألمانية)
- وارن زائير إيمري على موقع ليكيب (الفرنسية)
- وارن زائير إيمري على موقع ناشيونال فوتبول تيمز (الإنجليزية)
- وارن زائير إيمري على موقع Soccerbase.com (لاعب) (الإنجليزية)
- وارن زائير إيمري على موقع Soccerway.com (الإنجليزية)
- وارن زائير إيمري على موقع عالم كرة القدم.نت (الإنجليزية)
- وارن زائير إيمري على موقع كووورة